# François Lenormant
Charles-François Lenormant (Parigi, 17 gennaio 1837 – Parigi, 9 dicembre 1883) è stato un assiriologo e numismatico francese.

## Biografia

### Primi anni
Il padre di Lenormant, Charles Lenormant, famoso archeologo, numismatico ed egittologo, desiderava ardentemente che il figlio seguisse i suoi passi. 
A soli sei anni lo avviò così allo studio del greco e la risposta del ragazzo a questo precoce schema di istruzione fu così esemplare che, già a quattordici anni, un suo saggio sulle tavolette di Menfi fu pubblicato sulla Revue archéologique.
Nel 1856 vinse il premio numismatico della Académie des inscriptions et belles-lettres con un saggio intitolato Classification des monnaies des Lagides e nel 1862 diventò  bibliotecario all'Institut de France.
Nel 1858 visitò l'Italia e l'anno successivo accompagnò suo padre in un viaggio di ricerca in Grecia, durante il quale Charles morì, ad Atene, a causa delle febbri contratte.
Lenormant ritornò in Grecia altre tre volte durante i sei anni successivi e sovrintese agli scavi di Eleusi, dedicando alla ricerca archeologica tutto il tempo che gli rimaneva libero da impegni ufficiali.
Lenormant riassunse i suoi studi nel popolare Manuel d'histoire ancienne de l'Orient jusqu'aux guerres Médiques (Paris 1868).
Quest'attività pacifica fu improvvisamente interrotta dallo scoppio della Guerra franco-prussiana, quando Lenormant servì nell'esercito rimanendo ferito durante l'assedio di Parigi. Nel 1874 fu nominato professore di archeologia alla Biblioteca nazionale di Francia e l'anno successivo collaborò con il barone Jean de Witte alla fondazione della Gazette archéologique: recueil de Monuments pour servir à la connaissance et à l'histoire de l'art antique.

### Viaggi in Italia
Nel 1866 fu in Italia allo scopo di studiare le antichità della Lucania e della Puglia, soprattutto l'antica Terra d'Otranto. A Lecce e in provincia, guidato da Filippo Bacile, rilevò e disegnò alcuni trulli o truddhri salentini, conosciuti come pajare.
Nel 1879 visitò la Calabria partendo da Taranto; nel 1882 attraversò la Basilicata partendo da Catanzaro con destinazione Napoli. I suoi viaggi nel sud Italia sono descritti nei suoi reportage di viaggio, À travers l'Apulie et la Lucanie e La Grande Grèce. Quest'ultima opera ne ispirò almeno altre due: Sulla riva dello Jonio di George Gissing e Old Calabria di Norman Douglas. Sia Gissing sia Douglas ripercorsero infatti lo stesso itinerario di Lenormant, alla ricerca dei luoghi e dei personaggi descritti dall'archeologo francese.

### Successo
Già dal 1867 spostò la sua attenzione agli studi sugli Assiri. Fu il primo a riconoscere nella scrittura cuneiforme l'esistenza di un linguaggio non semitico che chiamò lingua accadica e che ora è invece chiamata lingua sumera.
Il sapere di Lenormant aveva un'estensione enciclopedica e allo stesso tempo completa, abbracciando un immenso numero di soggetti.
La maggior parte dei suoi ampi studi erano diretti a ricercare le origini di due grandi civilizzazioni del mondo antico, che potevano essere rintracciate in Mesopotamia e sulle sponde del Mediterraneo da chi, come lui, era animato da una perfetta passione per l'esplorazione.
Fu con questo obiettivo in mente che, oltre alle sue prime spedizioni in Grecia, effettuò le tre visite sopra riportate nel sud dell'Italia. Fu proprio durante una ricerca in Calabria che gli occorse il fatale incidente che l'avrebbe condotto alla morte, occorsagli a Parigi, quarantaseienne, dopo una lunga malattia.

La quantità e la varietà del lavoro di Lenormant appaiono ancora più stupefacenti alla luce della sua breve esistenza.
Probabilmente i suoi libri più noti sono Les Origines de l'histoire d'apres la Bible, la sua storia dell'antico Medio Oriente e il resoconto della magia dei caldei. La sua capacità di combinare una proverbiale ampiezza di vedute con la straordinaria sottigliezza dell'intuizione, fu probabilmente senza rivali.

## Opere principali
- Sur l'origine chrétienne des inscriptions sinaïtiques in Journal Asiatique, XIII, 5ª ser., Paris, 1859
- Histoire des Massacres de Syrie en 1860. Paris, 1861
- La Révolution en Grèce. Paris, 1862
- Essai sur l'organisation politique et économique de la monnaie dans l'antiquité. Paris, 1863
- Chefs-d'æuvres de l'art antique. Paris, 1867-1868, (opera in 7 volumi)
- Histoire du peuple juif. Paris, 1869
- Le déluge et l'épopée babylonnienne. Paris, 1873
- Les premières civilisations. Paris, 1873, 2 vol.
- La langue primitive de Chaldée et les idiomes touraniens. Paris, 1875
- La monnaie dans l'antiquité. Paris, 1878-1879
- À travers l'Apulie et la Lucanie. Paris, 1883
- La Genèse traduite d'après l'hébreu, avec distinction des éléments constitutifs du texte, suivi d‘un essai de restitution des textes dont s'est servi le dernier rédacteur. Paris, 1884
- La Magna Grecia- Greci e Normanni nel Medio Tirreno Calabrese - Traduzione di Antonio Coltellaro,  grafichÉditore Lamezia Terme, 2021
- La Grande Grèce, Paris, 1881-1884 (traduzione italiana di Armando Lucifero, Crotone, 1931-1935, Cosenza ed., 1961)
- Vari passi delle opere sono presenti in Viaggiatori stranieri nel Sud, a cura di Atanasio Mozzillo, Saggi di cultura contemporanea, 1982, Edizioni di Comunità, Milano.